# 박병엽 (1962년)
박병엽(朴炳燁, 1962년 12월 30일 ~ )은 대한민국 전라북도 정읍 출신의 기업인이다. 1991년 팬택을 설립하여 국내 2위의 스마트폰 업체로 성장시키며 팬택신화를 이끌었다. 2011년 12월 건강상의 이유로 사퇴를 표명했으나 채권단의 재신임을 받으며 철회한 적이 있다. 2012년부터 이준우 대표에게 경영을 맡기고 투자유치 역할을 해오다 2013년 9월 부회장직에서 사임했다. 현재는 팬택씨앤아이 계열의 회장을 맡고 있다.

## 경력
- 현   재                               팬택씨앤아이 계열 회장
- 2017년  3월 ~ 2020년  3월     한겨레신문사 사외이사
- 2016년  2월 ~ 2021년  2월     재단법인 여시재 이사
- 2014년  7월 ~ 2020년  7월     학교법인 고려중앙학원 감사
- 2013년  2월 ~ 2019년  2월     니어재단 이사
- 2012년  6월 ~ 2016년 10월     공익인권법재단 공감 이사
- 2010년  9월 ~ 2013년  3월     금호타이어 사외이사
- 2005년  3월 ~ 2014년  7월     고려대학교 경영대학 경영학과 겸임교수
- 2005년 ~ 2006년                  다보스포럼 회원
- 2004년  3월 ~ 2006년  3월     한국무역협회 비상근 부회장
- 2003년  3월 ~ 2006년 11월     한국정보산업합회 부회장
- 2000년  2월 ~ 2013년  9월     팬택 대표이사 부회장
- 1991년 ~ 2000년  2월            팬택 대표이사 사장
- 1987년 ~ 1991년                  맥슨전자 영업부

## 학력
- 1980년 2월 서울 중동고등학교 졸업
- 1985년 2월 호서대학교 경영학과 졸업

## 상훈
- 1992년 12월     통신기술개발 공로 표창 수상 (체신부장관)
- 1994년 11월     무역진흥 표창장 수상 (상공자원부장관)
- 1995년 10월     기술개발부문모범기업상 수상 (기술신용보증기금)
- 1995년 11월     무역의 날 대통령 산업포상 수상
- 1998년  2월     최우수 기술경영인상 수상 (한국산업기술진흥협회)
- 1998년  4월     'Asia Who's Who - 세계첨단에 도전하고 있는 아시아의Leader’로 선정 방영 (일본 NHK)
- 1998년  8월     광복50주년 기념 ‘한국을 빛낼 인물 50인’ 선정 (한국일보)
- 1998년 11월     미국 클린턴 대통령 초청 6인 원탁회의 참석
- 1998년 12월     '98 경제를 이끈 인물’ 선정 (한국일보)
- 1998년 12월     '99년을 움직이는 99인 경영자’ 선정 (서울경제신문)

- 1999년  1월     월간중앙 신년호 표지인물 선정 (중앙일보)
- 1999년  5월     '국제통상진흥인 대상’ 수상 (한국국제상학회)
- 1999년  5월     서울특별시 청소년 지도상 수상 (서울시장)

- 1999년  8월     '한국을 움직일 100인의 경영자’ 선정 (서울경제신문)
- 2000년 12월     '2000년을 빛낸 경영인’선정 (중앙일보)
- 2000년 12월     올해의 정보통신인상 수상 (한국과학기자클럽)

- 2001년  5월     제1회 한국 생산 경영인 대상 수상 (한국생산관리학회)
- 2001년 11월     제38회 무역의날 철탑산업훈장 수상 (산업자원부)
- 2002년  4월     신산업경영대상 수상 (21세기 경영인 클럽)
- 2010년  5월     '2020년을 빛낼 대한민국 100인’선정 (동아일보)
- 2010년  6월     2010 창조리더십 어워드 수상 (포브스 코리아)
- 2011년 12월     동탑산업훈장 수상 (노사협력증진)
- 2012년  1월     '2012년 차세대 CEO 1위’선정 (매일경제)
- 2012년  7월     '열린고용리더’표창장 수상 (고용노동부장관)